# Кожем'яка Оксана Леонідівна
Кожем'яка Оксана Леонідівна (нар. 1962 р., м. Запоріжжя) - український педагог, краєзнавець, член Національної спілки краєзнавців України (2012). 

## З творчої біографії
Закінчила істор. факультет Київського держ. університету (1979-1984). 
Автор більше ста публікацій на педагогічні, науково-метоичні. та краєзнавчі теми, більше десяти методико-дидакт. та навч. посібників, 7 поетичних збірок, 4 прозових книги. 

## Нагороди та відзнаки
«Відмінник освіти України», вчитель-методист, нагороджена медаллю ім. В.Сухомлинського.